# Формалдехид
Формалдехидът (наричан също метанал) е химическо съединение, газ с остра миризма. Той е най-простият алдехид. Общата химическа формула е H2CO. За първи път е синтезиран от руския химик Александър Бутлеров през 1859 г., но е окончателно идентифициран от Аугуст Вилхелм фон Хофман през 1867 г.
Формалдехидът се получава направо от непълно горене на материали, съдържащи въглерод. Присъства в дима от горските пожари, в изгорелите газове на автомобилите и в тютюневия дим. В земната атмосфера формалдехидът се получава от въздействието на слънчевата светлина и кислорода върху атмосферния метан и други въглеводороди. Малки количества формалдехид се получават като страничен продукт от обмяната на веществата в повечето организми, включително и човека.
Формалдехидът е канцерогенен и отровен, но има растения (като хлорофитумът), които го поглъщат.
Формалинът е воден разтвор на 37 до 56% формалдехид, стабилизиран с 10 – 30% метанол.